# Mychajlo Melnyk
Mychajlo Spiridonovič Melnyk (Миха́йло Спиридо́нович Ме́льник, 14. března 1944, Ordincy, Vinnycká oblast – 10. března 1979, Pohreby, Kyjevská oblast) byl ukrajinský historik, básník, občanský aktivista, člen Ukrajinské Helsinské skupiny. Dne 10. března 1979, čtyři dny po domovní prohlídce, kdy mu KGB zabavila všechny spisy, spáchal ve věku 34 let sebevraždu.

## Život
Mychajlo Melnyk pocházel z rolnické rodiny. Vystudoval historii na Kyjevské univerzitě a po absolvování od roku 1967 pracoval jako učitel. Brzy poté zahájil postgraduální studium na Historickém ústavu Národní akademie věd Ukrajiny. Roku 1972, dvacet dní před obhajobou disertace byl vyloučen za čtení veršů u pomníku Tarase Ševčenka při výročí básníkova pohřbu na Ukrajině. V následujícím roce byl vyloučen z Komunistické strany. Zároveň ztratil i zaměstnání učitele. Pracoval pak jako hlídač ve vesnici Pohreby, kde žil se svou rodinou.
Aktivně se účastnil protestů proti perzekuci ukrajinských spisovatelů a zastánců lidských práv a opakovaně se obracel na tisk se zprávami o porušování lidských práv. V červnu 1978 byl při návštěvě Kyjeva zadržen a podroben osobní prohlídce. V říjnu téhož roku se zatčení opakovalo a bez důkazů obviněn z pokusu o krádež v obchodě. KGB se ho pokusila korumpovat nabídkou na zaměstnání v oboru, pokud se přestane stýkat s Oksanou Meško. V listopadu 1978 se stal členem a dopisovatelem ukrajinské Helsinské skupiny.
Dne 16. února 1979 odeslal dopis redakcím časopisů Радянська Україна (Sovětská Ukrajina) (po roce 1991 Демократична Україна) a Комсомолець України (Ukrajinský komsomolec) (po roce 1991 Молодь України) s žádostí o intervenci v případě Vasyla Ovsienka. V dopisu uvádí, že každá osoba odsouzená do pracovního tábora podle článku 62 trestního řádu SSSR je brzy po propuštění za 1-3 roky znovu zatčena a uvězněna. V souvislosti s procesem Olese Berdnyka provedla KGB 6. a 7. března 1979 domovní prohlídku i v Melnykově domě a zabavila mu veškeré literární i vědecké rukopisy, včetně patnácti složek připravované historie Ukrajiny.
Melnyk věděl, že bude zatčen. Ve snaze ochránit svou rodinu před pronásledováním napsal 10. března 1979 dopis na rozloučenou a spáchal sebevraždu. Pohřeb ve vesnici Pohreby hlídala KGB, která zabránila v účasti Oksaně Meško a Pavlu Stokotelnému. Jediná kopie sbírky veršů Kalendář důležitých výročí, která unikla domovní prohlídce, se dostala 23. března k jeho známému H. Minyajlovi, jehož na ulici zadržela policie a sbírku mu zabavila. Melnykovu manželku Halynu si KGB několikrát v dubnu 1981 předvolala a varovala ji před styky s „nedůvěryhodnými osobami“.

### Rodina
S manželkou Halynou měl Melnyk dvě dcery, a to Oksanu (* 1970) a Bohdanu (* 1975).

### Ocenění
- 8. 11. 2006 Řád za odvahu 1. třídy.[4]
- 25. prosince 2015 byla po Melnykovi pojmenována ulice v Brovarech.